# Hum (Buzet)
Hum je naselje u sastavu Grada Buzeta u Istarskoj županiji. Ima svega 30 stanovnika i očuvane gradske institucije. Nalazi se u središnjoj Istri, 14 kilometara jugoistočno od Buzeta. 
Hum se često navodi kao najmanji grad na svijetu, no nije uvršten u Guinnessovu knjigu rekorda. Administrativno, Hum uopće nije grad nego naselje u sklopu grada Buzeta, pa ni ne može konkurirati za spomenutu titulu.
Unutar očuvanih gradskih bedema dvije su male ulice, župna crkva Marijinog Uznesenja sagrađena 1802. godine, romanička crkva sv. Jeronima iz 12. stoljeća, oslikana freskama pod bizantskim utjecajem, s mnogo glagoljskih natpisa i grafita, Majstora Antuna iz Padove (Kašćerge). 
U Humu je do danas sačuvan običaj "biranja župana na leto dan" kad svi muškarci iz župe u gradskoj loži urezivanjem glasova na drveni štap "raboš" biraju seoskog poglavara. Poznata je gastronomska ponuda Humske konobe, jedinog mjesta gdje se može dobiti "biska", ljekovita rakija od imele, spravljena prema stoljećima starom receptu.
Poznat je po svojoj Aleji glagoljaša.
Vrata Huma, kroz koja se ulazi u Hum, posljednje je obilježje spomenute Aleje. Vrata su metalna, a okolo se nalazi dvanaest medaljona koji prikazuju mjesece.

## Povijest
U Humu prvi put se spominje hrvatska plemićka obitelj Korijenić-Neorić, koja će se kasnije spominjati u Dalmaciji
(Trogir i Neorić).
Prema legendi Hum je nastao kada su divovi gradili gradove u dolini Mirne, područje u središnjoj Istri, koje uključuje prekrasne gradove na brežuljcima kao što su Motovun, Roč i Bale. Nisu htjeli baciti preostalo kamenje te su od njega na kraju izgradili Hum. 

## Stanovništvo
Prema popisu stanovništva iz 2001. godine u Humu obitava 17 stanovnika.
Prema popisu stanovništva iz 2011. godine, naselje je imalo 30 stanovnika.
| broj stanovnika | 84    | 91    | 101   | 102   | 114   | 119   | 976   | 851   | 86    | 67    | 40    | 24    | 32    | 23    | 17    | 30    | 52    |
|                 | 1857. | 1869. | 1880. | 1890. | 1900. | 1910. | 1921. | 1931. | 1948. | 1953. | 1961. | 1971. | 1981. | 1991. | 2001. | 2011. | 2021. |

Nekada je gradić Hum imao čak troje gradskih vrata. Danas su sačuvana glavna kroz koja se ulazi u gradić. Nekada su imala drvene vratnice koje su potpuno propale. Projektom "Aleja glagoljaša" Hum je dobio nova vrata, izrađena po nacrtu Želimira Janeša, a napravljena u pulskom brodogradilištu „Uljanik“. Na njima je natpis  „Tom malom gradiću u pohode dođi, na kamenu tvrdu toplina vri“. Vrata vode kroz gradsku palaču (Polaču) u čijem je prizemlju (kroz koje prolazite) mali lapidarij.
Na vratima je i 12 medaljona, svojevrsni kalendar. Svaki medaljon prikazuje najtipičniju aktivnost istarskog seljaka u svakom mjesecu. Medaljon sa starcem koji sjedi uz ognjište tako simbolizira siječanj, medaljon s košnjom trave prikazuje lipanj, medaljon koji pokazuje žetvu označuje srpanj, onaj s kolinjem studeni....

## Galerija
- Hum
- Crkva u Humu
- Ulica
- Sv. Jeronim - freske

## Poveznice
|  | Zajednički poslužitelj ima stranicu o temi Hum |